# Скроніна
Скроніна (пол. Skronina) — село в Польщі, у гміні Білачув Опочинського повіту Лодзинського воєводства.
Населення — 872 особи (2011).
У 1975-1998 роках село належало до Пйотрковського воєводства.

## Демографія
Демографічна структура станом на 31 березня 2011 року:
|          | Загалом | Допрацездатний вік | Працездатний вік | Постпрацездатний вік |
| -------- | ------- | ------------------ | ---------------- | -------------------- |
| Чоловіки | 430     | 96                 | 284              | 50                   |
| Жінки    | 442     | 105                | 227              | 110                  |
| Разом    | 872     | 201                | 511              | 160                  |